# Агнес Покелс
Агнес Лујза Вилхелмина Покелс (Венеција, 14. фебруар 1862 – Брауншвајг, 21. новембар 1935) била је немачка хемичарка чија су истраживања била фундаментална у успостављању модерне дисциплине познате као наука о површини, која описује својства површина течних и чврстих материја и слоја између две фазе.
Покелсова се заинтересовала за фундаментална истраживања у науци о површини кроз посматрање сапуна и сапуњаве воде у сопственом дому док је прала судове. Она је осмислила технику равнотеже површинског филма за проучавање понашања молекула као што су сапуни и сурфактанти (површински активне материје) на међуслоју ваздух-течност. Из ових студија, Покелсова је дефинисала "Покелсову тачку" која је минимална површина коју један молекул може да заузме у мономолекуларним филмовима.
Покелсова је била самообразована. Она није била плаћени, професионални научник и није имала институционалну припадност, па је тако и пример научника грађанина.

## Младост и образовање
Агнес Покелс је рођена у Венецији, у то време Аустријском царству, 1862. У то време Венеција је била под аустријском влашћу, а њен отац је служио у аустријској војсци. Када се разболео, породица се преселила 1871. у Брауншвајг, који је био део немачког царства у развоју. Тамо је Покелсова похађала општинску средњу школу за девојке. Агнес се као дете занимала за хемију. Међутим, женама није било дозвољено да уђу на универзитете да студирају. Покелсова је изјавила да се „страсно сам се интересовала за природне науке, посебно физику, и волела бих да студирам.“ (Агнес Покелс, како је превео Гилес из Аутобиографских белешки у В. Оствалд, 1932. )
Као дете, Покелсова је била заинтересована за науку, посебно за физику. У то време, жене у Немачкој нису имале приступ универзитетима. Покелсова је студирала науку код куће док је бринула о родитељима. Њен млађи брат Фридрих Карл Алвин Покелс студирао је физику на Универзитету у Гетингену, где је дипломирао. Фридрих је делио уџбенике са универзитета са Агнес  како би јој помогао да учи од куће. Касније је поделио академску литературу са Агнес како би унапредио њене студије.

## Научна истраживања

### Почетни налази
Кроз своја искуства у обављању кућних послова, посебно прања посуђа, Покелсова се заинтересовала за ефекат сапуна на воду и уопштено за ефекат нечистоћа на воду и воду са сапуном. Са 18 година почела је да спроводи експерименте у свом дому како би разумела физичка својства воде и нечистоћа, као хемичар аматер.
Као резултат њених интересовања, око њене 20. године, Покелсова је осмислила клизно корито за квантитативна мерења површинских својстава воде са сапуном и сродним супстанцама. Конкретно, инструмент се састојао од корита, направљеног од метала и правоугаоног облика, дугачког отприлике 70 цм, 5 цм ширине и 2 цм дубине. Корито је било напуњено водом. Метална трака од око 1,5 цм ширине положена је на површину воде по ширини корита тако да се површина воде подели на два дела. По дужини корита је постојао лењир да би се положај металне траке, а самим тим и површина сваког од два дела корита, могла одредити како се трака помера дуж дужине корита.
Агнес Покелс је даље развила свој апарат постављањем малог диска (обично пречника 6 милиметара), као што је дугме, на површину воде у кориту. Затим је користила вагу (обично апотекарску) да одреди силу (тежину) неопходну за подизање диска из воде. Упоређујући силе потребне за подизање диска из чисте воде и воде која садржи нечистоће, она је осмислила директну меру површинског напона. Овај апарат јој је омогућио да истражује површинске силе мономолекуларних филмова, површински напон емулзија и раствора, утицај нечистоћа на физичке особине воде и разумевање површинске активности.
Агнесин дизајн клизног корита заснован је на претходним налазима методе Лудвига Вилхелмија са плочом за мерење површинског напона. Агнесин дизајн је утицао на касније истраживаче који су побољшали метод, што је довело до модерног Лангмјур-Блоџетовог корита које је у широкој употреби у колоидној и површинској науци у савремено доба.

### Одређивање Покелсове тачке
Покелсова је користила своје клизно корито да процени ефекат малих количина нечистоћа на воду. Ове нечистоће су обично биле кућне супстанце као што су уља и сапуни. Својим апаратом мерила је површински напон као количину силе која је потребна да се диск подигне са површине воде. Покелсова је открила да мале количине нечистоћа могу имати велики утицај на површински напон воде, у поређењу са чистом водом.
Покелсова је посебно проучавала воду са сапуном. Сапуни су примери сурфактаната, који су молекули који имају хидрофилни део молекула, док је остатак хидрофобан. Они су нерастворљиви у води и имају тенденцију да остану на површини воде. Када је стављала мале количине сурфактаната у њено клизно корито, Покелсова је открила да је ефекат на површински напон био мали. Међутим, када је клизач на површини корита прошао одређену тачку, ефекат на површински напон је био велики. Када је нацртала површински напон на једној оси графика у поређењу са положајем клизача на њеном клизном кориту, графички приказ је био изотерма компресије.
Користећи своје знање из хемије, Покелсова је схватила да је тачка изотерме компресије у којој се површински напон нагло мења тачка у којој се формира филм молекула сурфактанта који је континуиран и дебео један молекул. Ово је монослој сурфактанта. Покелсова је даље открила да је ова гранична тачка иста за разне сурфактантне сапуне. Пошто је знала колико сурфактанта има у њеном клизном кориту, као и површину покривену једнослојним филмом, могла је да израчуна област на површини воде коју заузима један молекул. Она је израчунала да је ово подручје 20 квадратних ангстрома (20 Å2). Касније, како су њена истраживања постала позната у научној заједници, ова област одређена клизним коритом постала је позната као Покелсова тачка.

### Прва публикација
Године 1891, отприлике десет година након првих мерења површинског напона, преко свог брата Фридриха Покелса, сазнала је да Џон Вилијам Страт, трећи барон Рејли (Лорд Рејли) објављује студије о утицају малих количина уља на површину вода. Било јој је јасно да је истраживање лорда Рејлија уско повезано са њеним. На охрабрење свог брата, Агнес Покелс је писала лорду Рејлију да опише свој апарат, своја открића и чињеницу да није могла да објави своја открића у научним часописима тог времена. Покелсова оригинална преписка са Рејлијем била је на немачком језику и за Рејлија ју је превела његова супруга. Чином великодушности и без опасности од преписке непознатог аматера, Рејли је проследио Покелсове налазе часопису Натуре са одговарајућим пропратним писмом како би омогућио објављивање Покелсових налаза. Њен први рад био је "Површински напон", који описује њена мерења и налазе са њеним клизним коритом.

Писмо лорду Рејлију је описано у чланку из 1971. у часопису о пореклу равнотеже површинског филма као „прекретница у историји површинске хемије. “ Лорд Рејли је задржао своју преписку, а Покелсово писмо њему од 10. јануара 1971. године. 1891. почео:
„Драги Лорде, – хоћете ли ми опростити што сам се усудила да вас узнемиравам са писмом  на немачком о научној теми? Пошто сам чула за плодна истраживања која сте спровели прошле године о до сада мало схваћеним својствима водених површина, помислила сам да би вас могло занимати да знате моја сопствена запажања о овој теми. Из разних разлога нисам у позицији да их објавим у научним часописима, па стога усвајам овај начин да вам саопштим најважније од њих."
У Покелсовом писму Рејлију је затим описала своју методу клизног корита, њене почетне налазе и њену процену ограничења њених експерименталних метода. На крају њеног писма стоји:
„Мислила сам да не треба да вам ускратим ове чињенице које сам приметила, иако нисам професионални физичар; и опет вас молим да ми извините моју смелост, остајем, са искреним поштовањем,С поштовањем,(потписала) Агнес Покелс“
Лорд Рејли је проследио Покелсову преписку уреднику часописа Натуре, уз пропратно писмо од 2. марта 1891. године. У то време уредник је био сер Џозеф Норман Локјер који је одлучио да објави преписку Рејлија и Покелса. У пропратном писму је наведено:
„Бићу вам захвалан ако нађете простор за приложени превод занимљивог писма које сам добио од једне немачке госпође, која је са  кућним апаратима дошла до вредних резултата у погледу понашања загађених водених површина. Ранији део писма гђице Покелс покрива скоро исту основу као и неки од мојих недавних радова, и у главном је у складу са њима. Каснији одељци ми се чине веома сугестивним, постављајући, ако не дају у потпуности одговоре, многа важна питања. Надам се да ћу ускоро наћи прилику за понављање неких експеримената госпођице Покелс."
Оствалдова биографија Покелсове извештава да се Покелсова првобитно обратила физичарима на Универзитету у Гетингену у вези са њеним открићима и они нису били заинтересовани.

### Каснија каријера
Након прве публикације, испитивања површинских филмова Покелсове су се убрзала. Наставила је да се дописује са лордом Рејлијем. Ове комуникације су нагласиле њене налазе у вези са важности чистоће и чистоће опреме, укључујући и препознавање потешкоћа у њеном сопственом експериментисању у вези са раније непрепознатом контаминацијом.
Покелсова је истакла да чак и прашина у ваздуху може утицати на резултате са њеним експерименталним апаратом. Она је препознала да нечистоће могу утицати на поновљивост експерименталних налаза. Покелсова је развила рафинирану методу процене једнослојних филмова који се састоји од талога једињења од интереса као раствора у бензену на површини воде у њеном клизном кориту. Кроз ову линију експериментисања, она је измерила да је дебљина одређених монослојних филмова 13Å. Уз помоћ лорда Рејлија, Покелсова друга публикација се појавила у часопису Натуре 1892.
Покелсова је описала ефекат који уља могу да имају на водене површине, ефекат који је у објављеној литератури први истражио Бенџамин Френклин. Њено истраживање проширило се на истраживања других површинских феномена укључујући капиларност и углове квашења.
Покелсова је објавила 14 научних радова, углавном у немачким часописима, а последњи је објављен 1926. На крају је препозната као пионир у новој области науке о површини. Након смрти свог брата, Фридриха Карла Алвина Покелса 1913. године и сопственог лошег здравља, Агнес Покелс је изгубила контакт са многим професионалним научницима и прекинула оригинална истраживања.
Покелсова никада није добила званично именовање за своје научне подухвате. Ипак, објавила је низ научних радова и на крају добила признање као пионир у новој области науке о површини. Коментатори су писали: „Када је Лангмјур добио Нобелову награду за хемију 1932. године, за свој рад у истраживању монослоја на чврстим материјама и на течностима, део његовог достигнућа је  заснован на оригиналним експериментима које је први пут направила помоћу дугмета и танке тацне, млада дама од 18 година која није имала формалну научну обуку."

## Лични живот
Покелсова је провела већи део свог живота бринући се за своје болесне родитеље, што је, како је приметила, "веома изазовно". Отац јој је умро 1906, а мајка 1914. У то време, Покелсова је и сама била лошег здравља, због чега је морао да остане неко време у санаторијуму. Путовала је Европом ради уживања. Током њених каснијих година, била је позната по улози тетке, "Тета Агнес".
Покелсова је умрла 1935. у Брауншвајгу, Немачка, у граду у коме је живела током своје каријере.

## Награде и заоставштина
Године 1931, заједно са Хенријем Девоом, Покелсова је добила награду Лаура Р. Леонард од Kolloid-Gesellschaft. Следеће године, Технолошки универзитет у Брауншвајгу доделио јој је почасни докторат - првој жени која је добила такву награду.
Користећи побољшану верзију овог клизног корита, амерички хемичар Ирвинг Лангмјур је направио додатна открића о својствима површинских молекула, што му је донело Нобелову награду за хемију 1932. Покелсов уређај је директан претходник Лангмјур-Блоџет корита, који су касније развили Лангмјур и физичарка Кетрин Блоџет.
Од 1993. године, Технички универзитет у Брауншвајгу додељује медаљу Агнес Покелс људима који су напредовали на Техничком универзитету у Брауншвајгу, наглашавајући оне који су промовисали наставу и истраживање, посебно жене.
Лабораторија Агнес Покелс основана је на Техничком универзитету у Брауншвајгу 2002. године. Његова сврха је да подстакне хемијско образовање, помогне наставницима хемије и подстакне децу у потрази за природним наукама. Наглашава децу млађу од 10 година, посебно девојчице. У овој лабораторији деца доживљавају учење кроз рад, слично као занат, без теоретског знања или напредне инструментације.
Лорд Рејли је задржао преписку коју је добијао од Покелсове и њеног брата Фридриха Покелса. Покелс је водио дневник. Ови документи и фотографије породице Покелс чувани су у библиотеци Краљевског хемијског друштва у Бурлингтон Хаусу. Поводом Покелсовог 70. рођендана 1932. године, немачки колоидни хемичар Волфганг Оствалд објавио је Покелсову биографију. Оствалдов чланак садржи списак њених публикација и резиме неколико њих. Такође укључује аутобиографске одломке Покелсове. Њена снаја Елизабет (жена Фридриха Покелса) такође је објавила њену биографију, наглашавајући њен лични живот.

## Публикације
- "Површински напон", (1891) Nature, 46, 437.
- „О релативној контаминацији водене површине једнаким количинама различитих супстанци“, (1892) Nature 47, 418.
- „Односи између површинског напона и релативне контаминације водених површина“, (1893) Nature, 48, 152.
- „О ширењу уља по води“, (1894) Nature 50, 223.
- „Beobachtungen über die Adhäsion verschiedener Flüssigkeiten an Glas“, (Запажања о адхезији различитих течности на стаклу), (1898) Naturwissenschaftliche Rundschau, 14, 190.
- „Randwinkel gesättigter Lösungen an Kristallen“ (Контактни углови засићених раствора на кристалима), (1899), Naturwissenschaftliche Rundschau, 14, 383.
- "Untersuchungen von Grenzflächenspannungen mit der Cohäsionswaage", (Истраживања површинског напона са равнотежом кохезије), (1899) Annalen der Physik, 67, 668.
- „Über das spontane Sinken der Oberflächenspannung von Wasser, wässerigen Lösungen und Emulsionen“, (О спонтаном смањењу површинског напона воде, водених раствора и емулзија), (1902) Annalen der Physik, 8, 8.
- „Über Randwinkel und Ausbreitung von Flüssigkeiten auf festen Körpern“ (О контактним угловима и протоку течности на чврстим телима), (1914) Physikalische Zeitschrift, 15, 39.
- „Zur Frage der zeitlichen Veränderung der Oberflächenspannun“ (О променама површинског напона са временом), (1916) Physikalische Zeitschrift, 17, 141
- „Über die Ausbreitung reiner und gemischter Flüssigkeiten auf Wasser“ (О ширењу чистих и мешаних течности на води) (1916) Physikalische Zeitschrift, 17, 142.
- "Die Anomalie der Wasseroberfläche" (Аномалије  водене површине) (1917) Die Naturwissenschaften, 5, 137 у. 149.
- „Zur Frage der Ölflecke auf Seen“ (О мрљама од уља на језерима) (1918) Die Naturwissenschaften, 6, 118.
- „Мерење површинског напона са вагом“ (1926) Science 64, 304.